# Jakob Rosanes
Jakob Rosanes (Brody, 16 agosto 1842 – Breslavia, 6 gennaio 1922) è stato uno scacchista e matematico ucraino.
Rosanes studiò presso l'Università di Berlino e l'Università di Breslavia. Conseguì il dottorato di Breslavia (Wrocław) nel 1865 e insegnò sempre a Breslavia per il resto della sua vita lavorativa. Diventò professore nel 1876 e rettore dell'università negli anni 1903-1904.
Rosanes diede contributi importanti alla geometria algebrica e alle trasformazioni di Cremona. 

## Partite di scacchi
Rosanes giocò diverse partite contro Adolf Anderssen (nativo di Breslavia), uno dei più grandi campioni del suo tempo. Tre partite d'esempio:  
- Rosanes–Anderssen, Breslavia 1862: Partita spagnola var. berlinese (1-0)
- Rosanes–Anderssen, Breslavia 1862: Gambetto Evans (1-0)
- Rosanes–Anderssen, Breslavia 1863: Gambetto di re accettato var. Kieseritsky (0-1)